# Ноговицино
Ноговицино — упразднённый посёлок в Зейском районе Амурской области России. Исключен из учётных данных в 1974 году.

## География
Посёлок располагался на левом берегу реки Деп (приток Зеи) в месте впадения в неё ручья Наговицинский, на расстоянии примерно 8 километров (по прямой) к северо-западу поселка Ясный.

## История
Решением Амурского исполкома от 7 июня 1974 года № 253, посёлок Ноговицино исключен из учётных данных как несуществующий.